# Vopnafjörður
Vopnafjöröður  falu Izland északkeleti részén.
A falunak van egy reptere, ahonnan repülőgépjáratok indulnak Akureyribe. Rendelkezik egy kis iskolával is, ahova kb. 100 tanuló jár.
Főként halászattal foglalkoznak a lakosok. A HB Grandi cég felépítette telephelyét pár évvel ezelőtt, amely szintén halászattal foglalkozik.
| Polgármester | Þorsteinn Steinsson |
| Lélekszám    | kb.: 695 fő         |

## Fordítás
- Ez a szócikk részben vagy egészben  a   Vopnafjörður című angol Wikipédia-szócikk fordításán alapul.  Az eredeti cikk szerkesztőit annak laptörténete sorolja fel. Ez a jelzés csupán a megfogalmazás eredetét és a szerzői jogokat jelzi, nem szolgál a cikkben szereplő információk forrásmegjelöléseként.